# Tiroiditis de Riedel
La tiroiditis de Riedel es una rara enfermedad que afecta a la glándula tiroides y produce inflamación de la misma (tiroiditis), se caracteriza porque el órgano adquiere gran dureza debido a la existencia de tejido fibrótico que sustituye al normal.

## Descripción
La primera descripción procede del cirujano alemán Bernhard Moritz Carl Ludwig Riedel que en 1896 publicó un artículo médico, presentando diferentes casos que había atendido, en los cuales la glándula tiroides estaba aumentada de tamaño, tenía una consistencia de extrema dureza y se encontraba adherida a otros órganos adyacentes. Actualmente se ha comprobado que ello se debe a que el tejido fibroso sustituye progresivamente al tejido normal de la glándula, sin embargo la causa que origina el proceso es desconocida, aunque se han propuesto varias hipótesis, una de ellas propone la existencia de fenómenos de autoinmunidad.
Se presenta con más frecuencia en mujeres que en varones y en edades comprendidas entre los 30 y 50 años. Generalmente se manifiesta como la aparición de un bulto o tumor en la glándula tiroides (bocio) que se adhiere a los órganos vecinos y puede provocar síntomas por compresión del esófago, la tráquea, el nervio vago, o el nervio laríngeo recurrente, en este último caso provoca dificultad para hablar (disfonía). Para realizar el diagnóstico es importante la biopsia que permite diferenciarla del cáncer de tiroides u otras tiroiditis, como la tiroiditis de Hashimoto o la tiroiditis de Quervain. El examen con microscopio de la biopsia muestra la existencia de inflamación y un denso tejido fibrótico que provoca la dura consistencia de la lesión cuando se palpa, no existen signos de proliferación celular maligna, por lo que la enfermedad no guarda relación alguna con el cáncer.

## Tratamiento
El tratamiento se basa en la administración de corticoides o tamoxifeno, en ocasiones es precisa la cirugía que consiste en la extirpación total o parcial de la glándula tiroides. La enfermedad es muy rara y corresponde únicamente al 0.06% de las extirpaciones de tiroides.